# Halowe Mistrzostwa Świata w Lekkoatletyce 2022 – skok w dal kobiet
Skok w dal kobiet – jedna z konkurencji technicznych rozgrywanych podczas halowych lekkoatletycznych mistrzostw świata w Štark Arena w Belgradzie.
Tytuł mistrzowski z 2018 obroniła reprezentantka gospodarzy Ivana Vuleta.

## Terminarz
| Data     | Godzina |       |
| -------- | ------- | ----- |
| 20 marca | 17:37   | Finał |

## Rekordy
W poniższej tabeli przedstawiono (według stanu przed rozpoczęciem mistrzostw) halowe rekordy świata, poszczególnych kontynentów, halowych mistrzostw świata oraz najlepszy wynik na listach światowych w 2022.
|                                   | Zawodniczka     | Wynik | Miejsce    | Data                |
| --------------------------------- | --------------- | ----- | ---------- | ------------------- |
| Halowy rekord świata              | Heike Drechsler | 7,37  | Wiedeń     | 13 lutego 1988(dts) |
| Rekord halowych mistrzostw świata | Brittney Reese  | 7,23  | Stambuł    | 11 marca 2012(dts)  |
| Halowy rekord Afryki              | Chioma Ajunwa   | 6,97  | Erfurt     | 5 lutego 1997(dts)  |
| Halowy rekord Ameryki Południowej | Maurren Maggi   | 6,89  | Walencja   | 9 marca 2008(dts)   |
| Halowy rekord Ameryki Północnej   | Brittney Reese  | 7,23  | Stambuł    | 11 marca 2012(dts)  |
| Halowy rekord Australii i Oceanii | Nicole Boegman  | 6,81  | Barcelona  | 12 marca 1995(dts)  |
| Halowy rekord Azji                | Yang Juan       | 6,82  | Pekin      | 13 marca 1992(dts)  |
| Halowy rekord Europy              | Heike Drechsler | 7,37  | Wiedeń     | 13 lutego 1988(dts) |
| Listy światowe                    | Malaika Mihambo | 6,96  | Düsseldorf | 20 lutego 2022(dts) |

## Wyniki
| WR – rekord świata \| CR – rekord mistrzostw świata \| NR – rekord kraju \| AR – rekord kontynentu \| WL – najlepszy wynik na listach światowych w sezonie 2022 \| SB – najlepszy wynik w sezonie \| PB – rekord życiowy |

### Finał
Źródło: World Athletics.
| Pozycja | Zawodniczka           | Reprezentacja     | #1   | #2   | #3   | #4   | #5   | #6   | Wynik | Uwagi |
| ------- | --------------------- | ----------------- | ---- | ---- | ---- | ---- | ---- | ---- | ----- | ----- |
| 01 !    | Ivana Vuleta          | Serbia            | x    | 6,89 | x    | 7,06 | x    | x    | 7,06  | WL    |
| 02 !    | Ese Brume             | Nigeria           | 6,22 | 6,47 | 6,85 | 6,66 | 6,76 | 6,67 | 6,85  | PB    |
| 03 !    | Lorraine Ugen         | Wielka Brytania   | x    | x    | 6,82 | x    | 6,78 | x    | 6,82  | SB    |
| 4.      | Tiffany Flynn         | Stany Zjednoczone | 6,70 | 6,78 | 6,43 | 6,65 | 6,51 | x    | 6,78  | SB    |
| 5.      | Quanesha Burks        | Stany Zjednoczone | 6,77 | 6,51 | 6,76 | 6,63 | 6,33 | 6,53 | 6,77  | SB    |
| 6.      | Maryna Bech-Romanczuk | Ukraina           | x    | x    | 6,68 | 6,73 | x    | x    | 6,73  | SB    |
| 7.      | Fátima Diame          | Hiszpania         | x    | 6,60 | 6,71 | x    | x    | x    | 6,71  | SB    |
| 8.      | Ruth Usoro            | Nigeria           | 6,69 | 6,40 | x    | 6,56 | x    | x    | 6,69  | SB    |
| 9.      | Milica Gardašević     | Serbia            | x    | x    | 6,59 |      |      |      | 6,59  |       |
| 10.     | Larissa Iapichino     | Włochy            | 6,55 | x    | 6,57 |      |      |      | 6,57  |       |
| 11.     | Akela Jones           | Barbados          | x    | 6,55 | 6,55 |      |      |      | 6,55  |       |
| 12.     | Khaddi Sagnia         | Szwecja           | x    | 6,20 | 6,42 |      |      |      | 6,42  |       |
| 13.     | Anasztázia Nguyen     | Węgry             | x    | 6,39 | 6,22 |      |      |      | 6,39  |       |
| 14.     | Florentina Iusco      | Rumunia           | x    | 6,24 | 6,07 |      |      |      | 6,24  |       |
| 15 !    | Eliane Martins        | Brazylia          | x    | x    | x    |      |      |      | NM    |       |